# Vic Daniels, flic à Los Angeles
Vic Daniels, flic à Los Angeles (The New Dragnet) est une série télévisée américaine en 52 épisodes de 26 minutes, créée par Jack Webb et Richard Breen et diffusée entre le 24 octobre 1989 et le 9 septembre 1990 en syndication.
En France, la série a été diffusée à partir du 3 mars 1991 sur M6.

## Synopsis
Cette série dérivée de Badge 714 met en scène les enquêtes, à Los Angeles du policier Vic Daniels et de son collègue Carl Molina.

## Distribution
- Jeff Osterhage (en) : Vic Daniels
- Bernard White : Carl Molina
- Thalmus Rasulala : Capitaine Boltz
- Don Stroud : Capitaine Loussen

## Épisodes

### Première saison (1989-1990)
1. Titre français inconnu (The Twisted Triangle)
2. Titre français inconnu (The Living Victim)
3. Titre français inconnu (The Payback)
4. Titre français inconnu (The Bigamist)
5. Titre français inconnu (Cardiac Arrest)
6. Titre français inconnu (Automated Muggings)
7. Titre français inconnu (The Connection)
8. Titre français inconnu (The Calculator)
9. Titre français inconnu (Who Killed My Boat?)
10. Titre français inconnu (The Triple Cross)
11. Titre français inconnu (DOA Cop)
12. Titre français inconnu (Where's Sadie?)
13. Titre français inconnu (Nouveau Gypsies)
14. Titre français inconnu (Safe in Jail)
15. Titre français inconnu (Weekend Warrior)
16. Titre français inconnu (Strawberries Are in Season)
17. Titre français inconnu (Coyote Captive)
18. Titre français inconnu (The Plumber)
19. Titre français inconnu (The Vandals)
20. Titre français inconnu (Amored Truck 211)
21. Titre français inconnu (To Steal a Child '')
22. Titre français inconnu (Dead Samaritan)
23. Titre français inconnu (Where's My Soup Cans?)
24. Titre français inconnu (Millie)
25. Titre français inconnu (Queen of Hearts)
26. Titre français inconnu (Housewife Hustler)

### Deuxième saison (1990)
1. Titre français inconnu (Parachute to Death)
2. Titre français inconnu (Despote)
3. Titre français inconnu (Hired to Kill)
4. Titre français inconnu (Chicken Hawk)
5. Titre français inconnu (Bombs Bursting in Air)
6. Titre français inconnu (Family Ordeal)
7. Titre français inconnu (Little Chips)
8. Titre français inconnu (Brain Drain)
9. Titre français inconnu (Trespass)
10. Titre français inconnu (Nobody's Child '')
11. Titre français inconnu (Conspiracy of Guns)
12. Titre français inconnu (Twice a Hero)
13. Titre français inconnu (Contract Killer)
14. Titre français inconnu (Requiem)
15. Titre français inconnu (The Auditor)
16. Titre français inconnu (The Book)
17. Titre français inconnu (Little Miss Nobody)
18. Titre français inconnu (Revenge)
19. Titre français inconnu (Copy Cat)
20. Titre français inconnu (Leg Up)
21. Titre français inconnu (Pretty Girl)
22. Titre français inconnu (Torch)
23. Titre français inconnu (Death of a Prom Queen)
24. Titre français inconnu (Push)
25. Titre français inconnu (Safe Job)
26. Titre français inconnu (Family Affair)